# Alegeri legislative în Germania, martie 1933

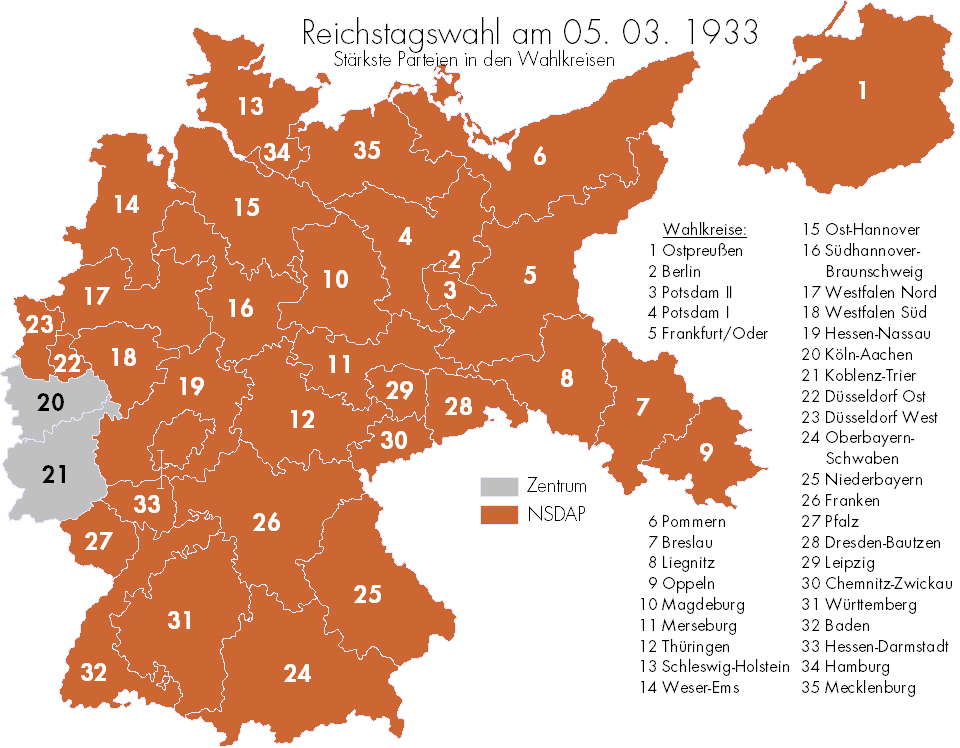
În 33 din 35 de constituţii, Partidul Nazist a fost cel mai puternic.

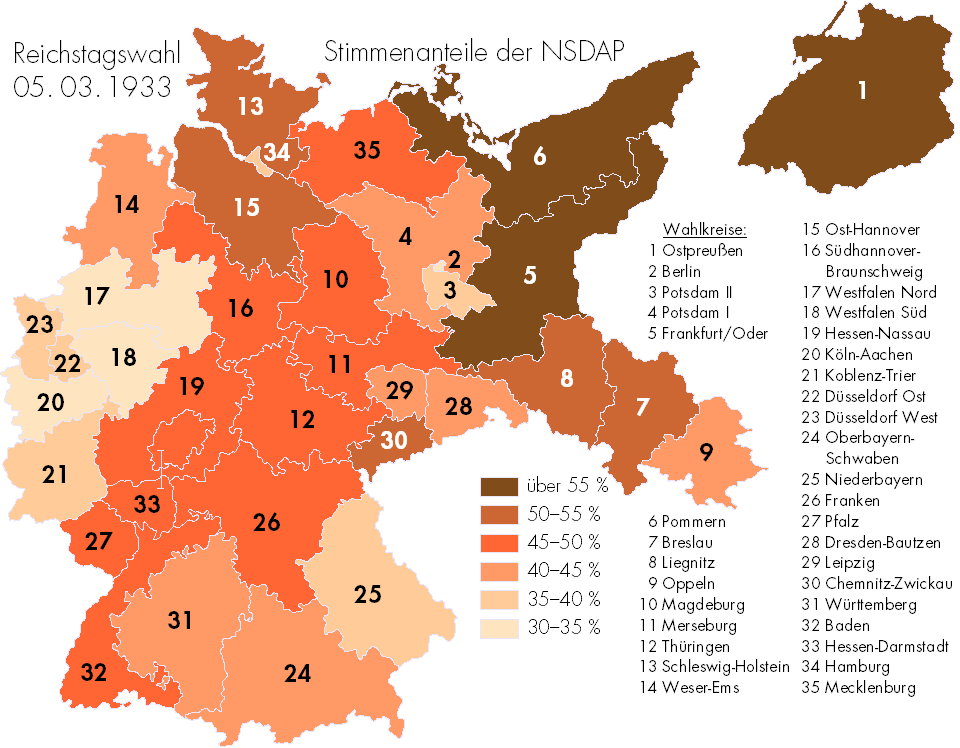
Naziştii s-au descurcat cel mai bine în Germania de Est.

Alegerile federale germane din martie 1933 din Republica de la Weimar, au avut loc pe data de 5 martie 1933 și au fost ultimele alegeri libere din Germania care s-au ținut înainte de al doilea război mondial. Mulțumită succesului obținut de Partidul nazist și aliații săi din timpul scrutinului, liderul și cancelarul Germaniei, Adolf Hitler a promulgat Actul de Împuternicire, care îi dădea efectiv puterea unui dictator.
Alegerile au avut loc la scurt timp după incendierea Reichstagului, în care parlamentului german i-a fost dat foc intenționat de către un comunist olandez, Marinus van der Lubbe. Acest eveniment a avut efectul comun de a diminua popularitatea Partidului Comunist (KPD) și a-i permite lui Hitler să îl convingă pe președintele Paul von Hindenburg să adopte decretul Incendiului de la Reichtag. Această lege de urgență a îndepărtat multe dintre libertățile civile și a permis arestarea liderilor KPD la scurt timp după alegeri, înnăbușind votul comunist și consolidând poziția naziștilor. La acea vreme, nu atât de asupriți precum comuniștii, social democrații au fost limitați în acțiunile lor, cât timp liderul partidului plecase deja spre Praga, iar mulți membri acționau numai clandestin. Din acest moment, se consideră că incendiul ar fi avut un efect major asupra rezultatului alegerilor. Ca înlocuitor, vreme de 10 ani, noul parlament a folosit Casa Kroll Opera pentru întâlnirile sale. 
Pentru a se asigura mai departe că rezultatul votului va fi o majoritate nazistă, organizațiile naziste au monitorizat evoluția votului. În Prusia, 50000 de membri ai SS, SA și Stahlhelm  au fost puși să monitorizeze voturile, ca șerifi deputați.
Totuși, în ciuda obținerii unui rezultat mult mai bun decât la alegerile din noiembrie 1932, naziștii nu s-au descurcat atât de bine pe cât spera Hitler, realizând mai degrabă 43,9%, decât 50+% cum se aștepta. Așadar a fost forțat să mențină coaliția cu Partidul Naționaliștilor Germani (DNVP) pentru a forma o majoritate. În plus, Hitler avea nevoie de două treimi din majoritate pentru a promulga Actul de Împuternicire (o lege care i-a permis să promulge legi fără să consulte Reichstagul), pe care le-a câștigat convingând Partidul Central să voteze cu el. Actul a fost promulgat pe 23 martie. Social democrații au fost singurii care s-au opus măsurii, ce a intrat în vigoare la data de 27 martie. De altfel, reprezentarea social democrată a fost suprimată, deoarece câțiva deputați social democrați care au fost aleși la Reichstag, au fost împiedicați în a-și ocupa locurile, de către naziști. Dacă Partidul Comunist participa, reprezentanții săi ar fi contribuit cu 17% din votul de la Reichstag. În schimb, reprezentanții săi au fost arestați pentru suspectarea în cazul incendierii Reichstagului. Deși Actul de Împuternicire a fost menit să fie eficient doar timp de patru ani, oficial a fost prelungit de două ori. Puterile obținute datorită actului a permis ca KPD și Partidul Social Democrat să fie proscrise și stabilea, cu fermitate, conducerea Germaniei ca dictatură.
| Partid                                                      | Procentajul votului | Procentajul votului | Locuri | Locuri |
| ----------------------------------------------------------- | ------------------- | ------------------- | ------ | ------ |
| Partidul Național Socialist al Muncitorilor Germani (NSDAP) | 43.9%               | +10.8%              | 288    | +92    |
| Partidul Social Democrat (SPD)                              | 18.3%               | -2.1%               | 120    | -1     |
| Partidul Comunist (KPD)                                     | 12.3%               | -4.6%               | 81     | -19    |
| Partidul Central (Z)                                        | 11.2%               | -0.7%               | 74     | +4     |
| Partidul Național al Oamenilor din Germania (DNVP)          | 8.0%                | -0.3%               | 52     | +/-0   |
| Partidul Oamenilor din Bavaria (BVP)                        | 2.7%                | -0.4%               | 18     | -2     |
| Partidul Oamenilor din Germania (DVP)                       | 1.1%                | -0.8%               | 2      | -9     |
| Uniunea Creștin-Socială (CSVD)                              | 1.0%                | -0.1%               | 4      | -1     |
| Partidul Democrat din Germania (DDP)                        | 0.9%                | -0.1%               | 5      | +3     |
| Partidul Fermierilor din Germania                           | 0.3%                | -0.1%               | 2      | -1     |
| Liga Agricultorilor                                         | 0.2%                | -0.1%               | 1      | -1     |
| Alții                                                       | 0.0%                | -0.9%               | 0      | +/-0   |
| Total                                                       | 100.0%              |                     | 647    | +63    |